# Friedländer-synthese
De Friedländer-synthese (ook wel Friedländer-chinolinesynthese genoemd) is een organische reactie, waarbij een 2-aminobenzaldehyde met een keton reageert tot een chinolinederivaat. De reactie werd vernoemd naar de Duitse scheikundige Paul Friedländer, die ze in 1882 beschreef:
De reactie wordt gekatalyseerd door trifluorazijnzuur, p-tolueensulfonzuur, di-jood en lewiszuren.

## Reactiemechanisme
Er bestaan twee mogelijke reactiemechanismen voor deze reactie. Bij het eerste mechanisme reageren 2-aminocarbonylverbinding 1 en de carbonylverbinding 2 tot een aldoladduct (3), middels een snelheidsbepalende stap. Dit intermediair verliest water via een eliminatiereactie, waarbij de onverzadigde carbonylverbinding 4 ontstaat. Dit verliest opnieuw een molecule water, waarbij een cyclisatie optreedt tot het chinoline 7. Deze stap wordt een cyclocondensatie genoemd.
Bij het tweede mechanisme ontstaat in de eerste stap een Schiff-base (5), dat via een aldol-reactie reageert tot het cyclisch intermediair 6. Dit verliest een molecule water, waardoor het chinoline 7 ontstaat.